# Myrmicaria carinata
Myrmicaria carinata är en myrart som först beskrevs av Smith 1857.  Myrmicaria carinata ingår i släktet Myrmicaria och familjen myror.

## Underarter
Arten delas in i följande underarter:
- M. c. carinata
- M. c. gagatina
- M. c. jacobsoni